# Lex Didia sumptuaria
La lex Didia sumptuaria o lex Didia (ley Didia) de 143 a. C. extendió la aplicación de la validez de la lex Fannia a toda Italia imponiendo sanciones para los invitados y anfitriones que participaran en banquetes ilegales, condenados por la ley.

## Descripción
Extendió la ley Fannia a los pueblos de Italia que no estaban incluidos en ella. Comprendía la limitación de los gastos en los banquetes y el número de personas asistentes, con penas que abarcaban a todos los presentes, incluidas las mujeres convidadas. Fue propuesta por el tribuno de la plebe Tito Didio Sex. en tiempos de los cónsules Apio Claudio Pulcro y Quinto Cecilio Metelo Macedónico.
Tanto las leyes Fannia como las Didia y otras suntuarias del siglo II a. C., como la Licinia no parece que se dictaran para ir contra el enriquecimiento personal sino como un medio de limitar los gastos suntuarios, probablemente por una forma de poner coto a la relajación de las buenas costumbres que se reflejaban en la esplendidez y frecuencia de los banquetes y de paso, reducir el propósito político que llevaba a una influencias ilegítimas en las elecciones.